# Golden Acre
Il Golden Acre è un grattacielo di Città del Capo in Sudafrica.

## Storia
I lavori di costruzione dell'edificio vennero completati nel 1979.

## Descrizione
Alto 28 piani, raggiunge un'altezza di 108 metri, essendo pertanto il settimo grattacielo più alto della città.
Il complesso comprende, alla base, un vasto centro commerciale e una stazione ferroviaria.